# Gut Ollesheim

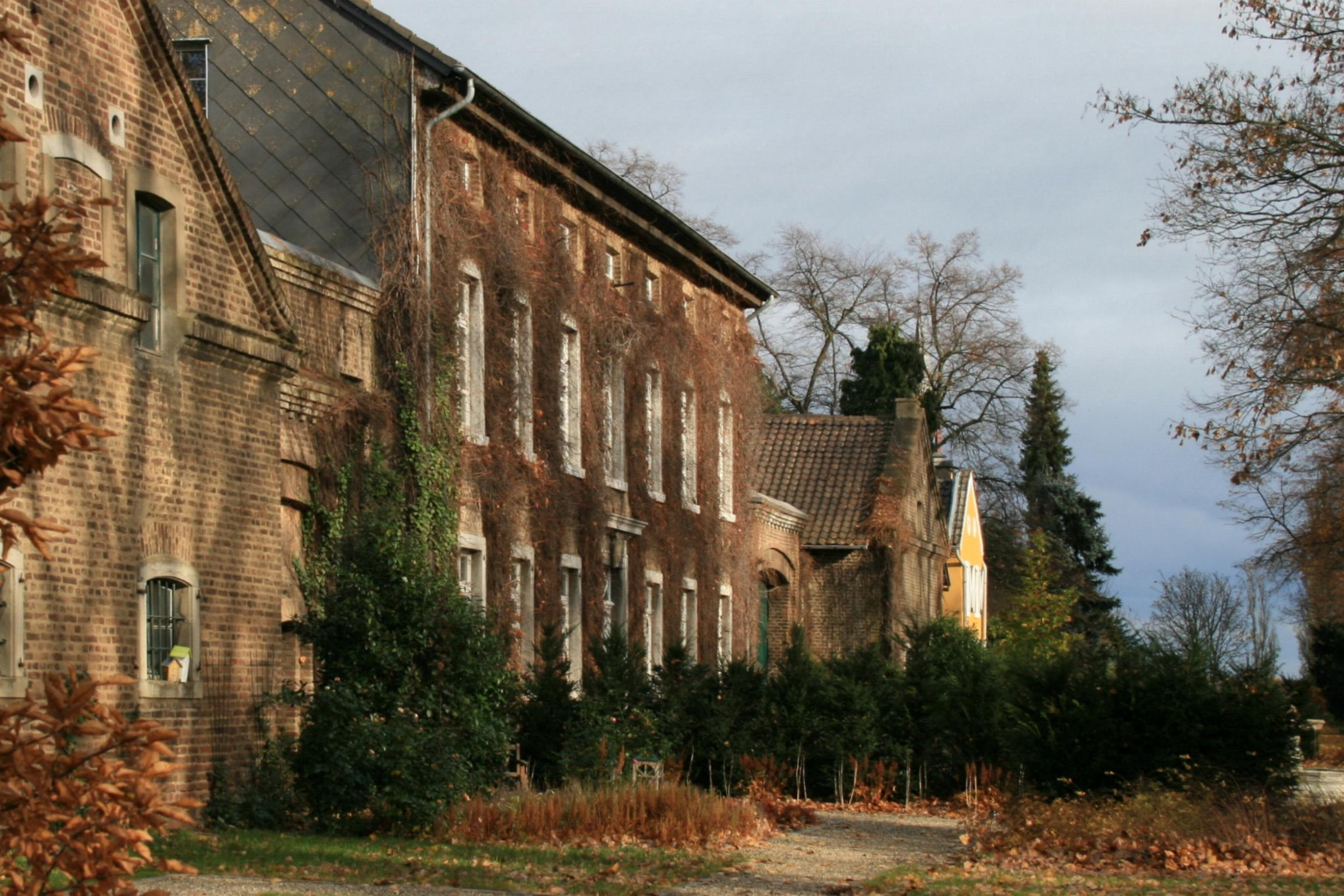
Das Wohnhaus

Das Gut Ollesheim liegt bei Eschweiler über Feld, einem Ortsteil der Gemeinde Nörvenich im Kreis Düren (Nordrhein-Westfalen), östlich der Ortslage in der Feldgemarkung.

## Geschichte
Der Hof wurde vor dem oder im 13. Jahrhundert erbaut. 1446 kaufte das Kölner Antoniterkloster den Gutshof, Anfang des 16. Jahrhunderts werden sie noch als Besitzer genannt. Zu Beginn des 19. Jahrhunderts wurde der alte Hof abgerissen und an gleicher Stelle ein neues Gut erbaut.
Bis zum 31. Dezember 1860 war auf dem Gut der Sitz der Bürgermeisterei Ollesheim. Der Hof wird nach wie vor landwirtschaftlich bewirtschaftet.

## Bauwerk
Es handelt sich um eine vierflügelige Backsteinanlage, deren Gebäude um einen fast quadratischen Innenhof gruppiert sind. Das Haupthaus ist ein zweigeschossiges Wohnhaus aus Backsteinen mit Attikageschoss und Satteldach. Die Sprossenfenster und Türen sind mit Blausteingewänden eingefasst. Die doppelflügelige Tür mit Sprossenoberlicht ist im Originalzustand.
Das Wirtschaftsgebäude rechts neben der Tordurchfahrt ist auch aus Backsteinen gemauert, genau wie die Ställe und Scheunen. Diese Gebäude sind zu einer dreiflügeligen Anlage angeordnet, die sich zum Haupthaus hin öffnet.
Rechts neben dem Hof steht ein zweigeschossiges giebelständiges Wohnhaus mit Satteldach. Daran schließen sich das Park- und Erbbegräbnis und die Termelineskapelle an. Die Gesamtanlage ist mit einem gelb-braunen Schlämmanstrich versehen.
Der Bauernhof wurde am 20. März 1985 in die Denkmalliste der Gemeinde Nörvenich unter Nr. 25 eingetragen.

## Verkehr
Bis 1968 hatte das Gut mit dem Bahnhof Ollesheim einen Anschluss an die Bahnstrecke von Distelrath über Nörvenich und Zülpich nach Embken.